# Stettiner Dampfschiffs-Gesellschaft J. F. Braeunlich
Die Stettiner Dampfschiffs-Gesellschaft J. F. Braeunlich war eine von 1852 bis 1995 bestehende deutsche Ostsee-Reederei, die im Seebäderdienst in Pommern, auf der Postdampferlinie Sassnitz–Trelleborg, im Liniendienst nach Bornholm, Trelleborg und Kopenhagen, und nach dem Ersten Weltkrieg im Seedienst Ostpreußen tätig war.

## Geschichte

### Gründung
Im Jahr 1851 gab der Stettiner Unternehmer Carl Julius Ferdinand Braeunlich bei der Werft Früchtenicht & Brock, aus der 1857 die Stettiner Maschinenbau Actien-Gesellschaft Vulcan wurde, einen eisernen Seitenraddampfer in Auftrag. Es war der erste Bauauftrag für die beiden Hamburger Ingenieure Früchtenicht und Brock, die gerade in Stettin-Bredow ihre Schiffswerft gegründet hatten. Das 1852 ausgelieferte Schiff, die 35 Meter lange Dievenow, war das erste in Preußen gebaute eiserne Seeschiff. Benannt war es nach dem Ostseebadeort Dievenow bzw. dem gleichnamigen Fluss. Mit der Indienststellung der Dievenow wurde die Reederei J. F. Braeunlich begründet. Mit der Dievenow begann Braeunlich den ersten Linienverkehr zwischen Stettin und Swinemünde. Der Erfolg veranlasste ihn, 1857 mit der Princess Royal Victoria und 1859 mit der Misdroy zwei weitere Seitenraddampfer ähnlicher Größe bei der AG Vulcan bauen zu lassen.

### Expansion
Das Aufblühen des Seebäderwesens auf den pommerschen Inseln führte zu einer recht schnellen Expansion von Braeunlichs Reederei und der von ihr bedienten Orte. In schneller Folge kamen die Nymphe (1863), die Najade (1864), die Nixe (1864) und der Wolliner Greif (1865) zur Braeunlich-Flotte, die nun nicht nur auf dem Stettiner Haff, sondern auch zu den Inseln Usedom und Wollin fuhr.

### Ballin & Braeunlich
1890 begann eine kurze Kooperation mit dem jungen Hamburger Reeder Albert Ballin, der sich mit seiner Ballins Dampfschiff-Rhederei Gesellschaft beim Kauf der beiden Raddampfer Freia und Cuxhaven finanziell übernommen hatte, deshalb mit Braeunlich die Stettiner Seebäder-Reederei Ballin & Braeunlich gründete und seine beiden Schiffe dort einbrachte. Ballin & Braeunlich fuhren von Stettin über Swinemünde (als Heimathafen), nach Misdroy, Ahlbeck, Heringsdorf und Zinnowitz. Geplant waren auch Fahrten zur Insel Rügen. Der Untergang der Cuxhaven im Juli 1891 bedeutete jedoch das Ende dieser Zusammenarbeit zwischen Ballin und Braeunlich. Die Freia fuhr noch bis 1929 für Braeunlich und wurde dann abgewrackt.

### Postdampferlinie Sassnitz–Trelleborg
Braeunlich expandierte weiter auf der Ostsee, und 1896 wurde aus der Reederei J. F. Braeunlich die Stettiner Dampfschiffs-Gesellschaft J. F. Braeunlich GmbH.

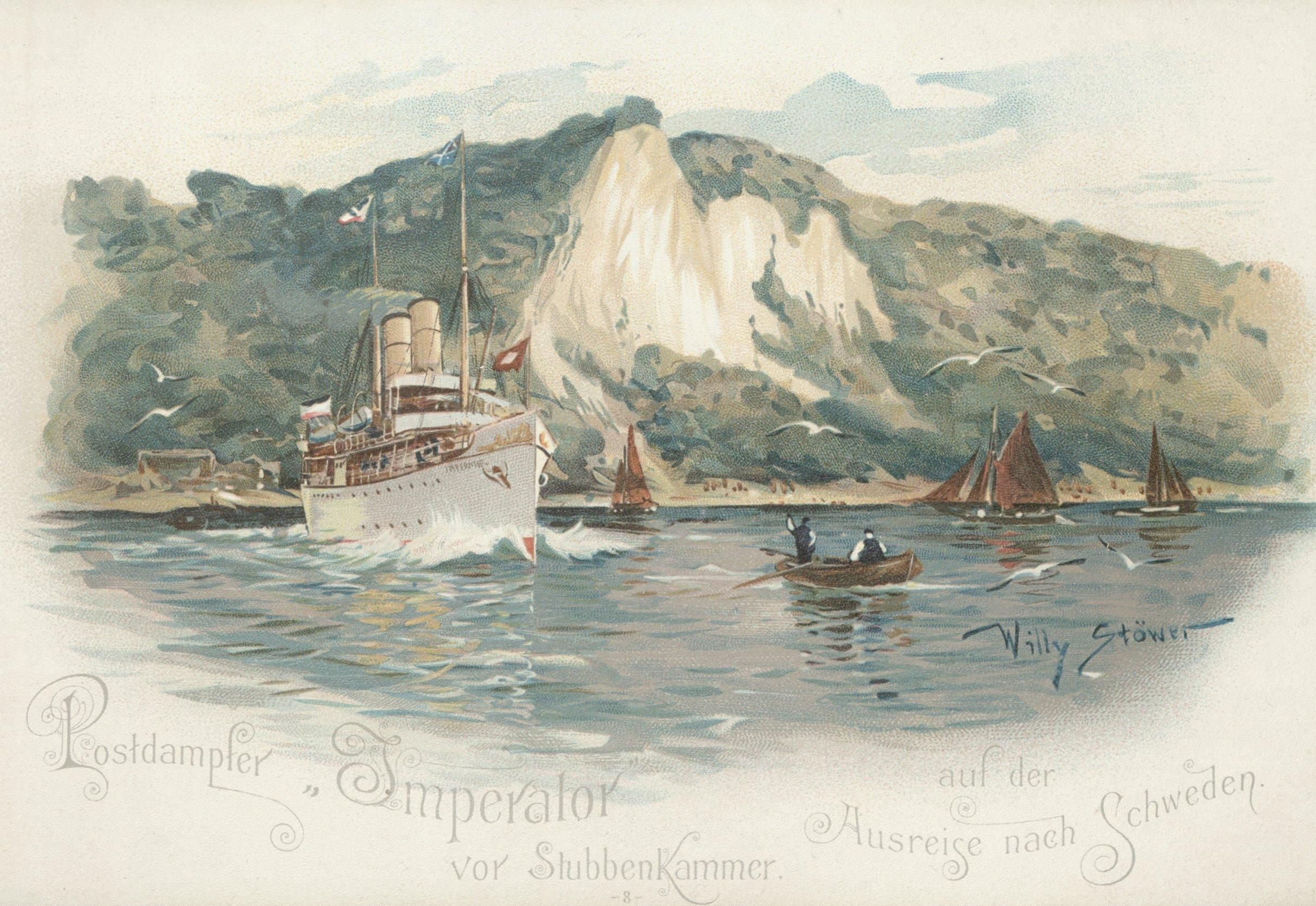
Postdampfer Imperator vor Stubbenkammer. Gemälde von Willy Stöwer

Ab 1897 beteiligte sich Braeunlich gemeinsam mit der schwedischen Reederei Sverige-Kontinenten der Brüder Wallenberg an der Postdampfschiffsverbindung nach Schweden, zwischen Sassnitz und Trelleborg. Trelleborg hatte 1875, Sassnitz 1891 Eisenbahnanschluss bekommen, und Braeunlich war sehr an der Einrichtung einer Postdampferlinie zwischen den beiden Häfen und seiner eigenen Teilnahme interessiert. Bereits am 3. Juni 1891 machte seine Freia eine erste Testfahrt auf der Strecke, aber es dauerte noch beinahe sechs Jahre, bis die Linie eingerichtet wurde. Am 29. April 1897 brachte die Freia die schwedischen Ehrengäste, darunter den Außenminister Graf Ludvig Vilhelm August Douglas und den ehemaligen Innenminister und nunmehrigen Generaldirektor der schwedischen Postdirektion Julius Edvard von Krusenstjerna, nach Sassnitz. Sie und die entsprechenden deutschen Honoratioren, wie der preußische „Eisenbahnminister“ Karl von Thielen, fuhren am folgenden Tag auf der schwedischen Rex nach Trelleborg, begleitet von dem Kreuzer Gefion der Kaiserlichen Marine. Am 1. Mai 1897 begann der planmäßige Betrieb. Neben der Freia verkehrten die Braeunlich-Dampfer Imperator, Germania, Odin und Hertha sowie die schwedischen Dampfschiffe Rex (bis zu ihrer Strandung im Februar 1900), Svea und Nordstjernan (ab Mai 1900) der Sverige-Kontinenten auf der Linie. Als die Svea im Jahr 1907 wegen längerer Reparaturen aus dem Dienst genommen werden sollte, kündigte die schwedische Postdirektion ihren Vertrag mit der Sverige-Kontinenten und verpflichtete statt ihrer die zu diesem Zweck neu gegründete Reederei Sverige-Tyskland aus Malmö, die mit der Prinsessan Margareta und der Prins Gustaf Adolf in die Postdampferlinie einstieg.
1909 wurde die Postdampferverbindung durch die neuen Eisenbahnfähren auf der sogenannten Königslinie Sassnitz–Trelleborg ersetzt, auf deren Einrichtung sich Schweden und das Deutsche Reich im Vertrag vom 15. November 1907 geeinigt hatten. Mit der Indienststellung der Fährschiffe Preußen und Deutschland auf deutscher und Drottning Victoria und Konung Gustav V auf schwedischer Seite wurde der Postdampferdienst der Braeunlich-Reederei überflüssig, und sie erhielt eine angemessene finanzielle Abfindung. Die Odin fuhr dann bis 1914 auf der Strecke Stettin–Binz, die Hertha im Seebäderdienst und Ausflugsverkehr.

### Eisbrecherflotte
Ab 1889 schuf sich die Reederei ein zweites Standbein, das insbesondere für die Wintermonate wichtig war. Sie bereederte im Auftrag der Stettiner Kaufmannschaft bzw. der Stettiner Handelskammer deren Eisbrecher, die im Winter die ansonsten durch Vereisung bedrohte Schifffahrt auf dem Haff, im Achterwasser und Stettiner Hafen, auf der Swine und dem Peenestrom und auf der Ostsee ermöglichten. Die beiden ersten zu diesem Zweck von der Handelskammer bei der Vulcanwerft in Auftrag gegebenen und finanzierten Dampfschiffe waren die Stettin und die Swinemünde, die beide im November 1888 vom Stapel liefen. Da sie sich nahezu umgehend als zu klein und dem wachsenden Bedarf nicht gewachsen erwiesen, lief bereits im Dezember 1889 die Berlin vom Stapel, mit 439 BRT und 900 PS mehr als doppelt so stark wie ihre Vorgänger. Es folgten bald nach der Jahrhundertwende die Pommern und die Preussen und schließlich 1933 die neue Stettin, alle drei gebaut von den Stettiner Oderwerken. Das technische Personal der Bäderschiffe wechselte im Herbst auf die fünf Eisbrecher und brauchte nicht entlassen zu werden. Auf den Eisbrechern fanden sie die gleichen Maschinenanlagen vor, die ihnen von den Seebäderschiffen her geläufig waren.

### Erster Weltkrieg
Mit dem Ausbruch des Ersten Weltkriegs fand der Ausflugsverkehr auf der Ostsee ein Ende. Die Braeunlich-Schiffe wurden, wie auch die meisten Seebäderschiffe auf der Nordsee, von der Kaiserlichen Marine gechartert und als Hilfsschiffe genutzt. Die Imperator diente als Hilfs-Lazarettschiff „D“, die Freia als Tender, die Odin mit der Bezeichnung Hilfsstreuminendampfer „A“ als Minenschiff auf der Ostsee. Die Hertha wurde zunächst zum Hilfs-Lazarettschiff „E“ umgebaut, dann jedoch nicht als solches in Dienst gestellt, sondern nach erneutem Umbau, ab September 1914 ebenfalls als Hilfs-Minenschiff eingesetzt. Auch die neue, erst im Mai 1914 in Dienst gestellte Rügen wurde als Hilfs-Minenschiff genutzt.

### Neuanfang und Seedienst Ostpreußen
Nach Kriegsende begann ein langsamer Neuanfang mit drei von der Marine zurückerhaltenen und der Reederei verbliebenen Schiffen. Die beiden alten Schiffe Freia und Hertha wurden an Braeunlich zurückgegeben und mussten nicht an die Siegermächte ausgeliefert werden. Die Imperator wurde am 14. März 1919 als Reparationszahlung an Frankreich ausgeliefert. Die Rügen und die Odin mussten am 14. März 1919 an Großbritannien ausgeliefert werden, verblieben allerdings in Stettin und konnten noch 1919 bzw. 1920 vom Shipping Controller in London zurückgekauft werden; die Rügen wurde allerdings bereits 1921 an die Stettin-Rigaer Dampfschiffs-Gesellschaft (R. C. Gribel) verkauft und von dieser, nach Umbauarbeiten, vor allem in den Sommermonaten im Passagierdienst zwischen Stettin und Helsinki und den Baltischen Staaten eingesetzt.
Die Freia fuhr noch bis 1929 für Braeunlich zwischen Stettin und Swinemünde, bis sie 1929 zum Abwracken in die Niederlande verkauft wurde. Ersatz für die Freia wurde die von der Swinemünder Dampfschiffahrts-A.G. gekaufte Frigga (ex Deutschland), die zwischen Stettin und Swinemünde eingesetzt wurde. Die Odin und die Hertha fuhren ab November 1920 für den Seedienst Ostpreußen auf der Linie Swinemünde – Pillau. Die Hertha wurde außerdem zu gelegentlichen Fahrten nach Bornholm und Kopenhagen eingesetzt. Als das Reichsverkehrsministerium 1926 zwei eigene, wesentlich größere Schiffe für den Seedienst Ostpreußen bauen ließ, übergab es die Preußen zur Bereederung an Braeunlich, die Hansestadt Danzig an den Norddeutschen Lloyd.
Der letzte Neubau der Reederei war die 1927 in Dienst gestellte Rugard, die im Seebäderdienst zwischen Stettin und Rügen, insbesondere Binz und Saßnitz, eingesetzt wurde, aber auch Fahrten auf der Linie Stettin–Rügen–Bornholm und nach Kopenhagen unternahm.
1928 übernahm Braeunlich die Mehrheit an der Swinemünder Dampfschiffahrts-Aktien-Gesellschaft (SwiDAG), wobei deren Name formell erhalten blieb. 1935 ging die SwiDAG vollständig in den Besitz von Braeunlich über, und damit auch das Seebäderschiff Berlin.

### Zweiter Weltkrieg
Nach dem Beginn des Zweiten Weltkriegs wurden Braeunlichs Schiffe, mit Ausnahme der beiden von 1889 stammenden alten Eisbrecher Swinemünde und Berlin, wieder zu Kriegszwecken eingezogen.
Die Kriegsmarine requirierte die Odin bereits im September 1939 und wies sie der Unterseebootschule (U-Schule) in Neustadt als Ziel- und Sicherungsschiff zu. Ab 1942 wurde sie als Beischiff der in Hela stationierten sogenannten AGRU-Front genutzt. Aus nicht geklärten Gründen sank sie am 7. August 1944 während eines Schießausbildungseinsatzes in der Danziger Bucht.
Die Preußen wurde ebenfalls im September 1939 requiriert und zum Minenschiff umgerüstet. Sie geriet am 9. Juli 1941 bei Öland auf eine schwedische Minensperre, erhielt einen Minentreffer und wurde dann von ihrer Besatzung selbstversenkt.
Die Rugard wurde ab September 1939 als Flaggschiff des Führers der Vorpostenboote Ost (F.d.V. Ost) und später des Befehlshabers der Sicherung Ostsee genutzt. Ab 1942 diente sie als Tender der 31. Minensuchflottille. Am 8. Mai 1945 verließ sie als letztes Schiff der Kriegsmarine mit etwa 1500 Flüchtlingen an Bord die Halbinsel Hela und erreichte am Morgen des 10. Mai die Kieler Förde. 1946 wurde sie als Reparationsleistung an die Sowjetunion abgeliefert.
Die Hertha diente ab Oktober 1939 als Wohn- und Zielschiff der 23. U-Flottille in Danzig, einer Ausbildungseinheit, bei der der Kommandantenschießlehrgang durchgeführt wurde. Sie wurde nach Kriegsende an Großbritannien ausgeliefert. Sie fuhr ab 1946 als Heimara unter griechischer Flagge und sank am 19. Januar 1947 bei Nebel gegen 05:40 nach Grundberührung am Riff Derakotos und Kesselexplosion nordwestlich der Insel Parthenopi im südlichen Golf von Euböa zwischen Aghia Marina auf Attika und Nea Styra auf Euböa. Dabei kamen mehr als 380 Passagiere und Besatzungsmitglieder ums Leben. Der Kapitän hatte wegen schlechten Wetters am Cavo Doro (Südspitze von Euböa) die Route von Saloniki nach Piräus durch den Golf von Euböa über die Stadt Chalkis gewählt.
Die Frigga wurde im Dezember 1939 requiriert, zum U-Boot-Begleitschiff und Taucher-Schulschiff umgerüstet und in Gotenhafen unter dem Namen Zenith als Navigations-Schulschiff eingesetzt. Nach dem Krieg wurde sie im März 1946 als Reparationsleistung an die Sowjetunion abgeliefert.

### Nachkriegsjahre und Ende
Als Folge des Kriegs hatte die Reederei nicht nur nahezu alle Schiffe verloren, sondern mit der neuen Grenzziehung auch ihren Firmensitz in Stettin und ihr angestammtes Fahrtgebiet in der Ostsee. Der Sitz der Reederei, nun als Reederei J. F. Braeunlich KG eingetragen, wurde zuerst nach Lübeck und 1956 nach Hamburg verlegt. Zwar wurde 1952 noch einmal ein neues Schiff, das 1760-BRT-Frachtmotorschiff Melilla, in Dienst gestellt, aber ein erfolgreicher Neubeginn erwies sich als nicht mehr realisierbar. Im Februar 1995 wurde der Handelsregistereintrag der Firma beim Amtsgericht Hamburg gelöscht.

## Befahrene Routen
- Stettin – Swinemünde
- Im Stettiner Haff nach Ueckermünde und Neuwarp
- Zu den Seebädern auf der Insel Rügen (Göhren, Sellin, Binz, Sassnitz) über Karnin und Zinnowitz bzw. Swinemünde und Heringsdorf und dann die Greifswalder Oie
- Nach Usedom und Wollin (Misdroy, Wollin, Dievenow)
- Postdampfer-Fährdienst von Sassnitz nach Trelleborg (Schweden)
- Zur Insel Bornholm und nach Kopenhagen (Dänemark)
- Seedienst Ostpreußen (von Swinemünde nach Zoppot und Pillau)